# الكشف المباشر عن المادة المظلمة
الكشف المباشر عن المادة المظلمة هو علم يهدف إلى قياس تصادمات المادة المظلمة مباشرة في التجارب الأرضية.
تشير القياسات الفلكية الحديثة، مثل تلك المستمدة من الخلفية الكونية للموجات الميكروية، بقوة إلى أن 85% من محتوى المادة في الكون غير معروف.
على الرغم من أن وجود المادة المظلمة يُعتبر حقيقة شبه مؤكدة، فإن الشكل الذي تأخذه أو خصائصها الدقيقة لم يتم تحديده بعد. هناك ثلاث طرق رئيسية للبحث عن المادة المظلمة: محاولات صنع المادة المظلمة في المسرعات، الكشف غير المباشر عن إبادة المادة المظلمة، والكشف المباشر عنها في المختبرات الأرضية. المبدأ الأساسي للكشف المباشر عن المادة المظلمة هو أنه نظرًا لأن المادة المظلمة معروفة بوجودها في الكون المحلي، فلا بد أن تعترض المادة المظلمة طريق الأرض والنظام الشمسي ومجرة درب التبانة أثناء حركتهم عبر الكون، بغض النظر عن شكل المادة المظلمة.
يواجه الكشف المباشر عن المادة المظلمة العديد من التحديات العملية.
الحدود النظرية لكتلة المادة المظلمة هائلة، إذ تمتد على مدى 90 رتبة من حيث الحجم، من 10−21 إلكترون فولت إلى ما يقرب من كتلة الشمس.
يُحدد الحد الأدنى لكتلة المادة المظلمة من خلال المعرفة بوجود المادة المظلمة في المجرات القزمة.  بناءً على ذلك، تم وضع حد أدنى لكتلة المادة المظلمة، حيث أن أي مادة مظلمة أقل كتلة سيكون لها طول موجة دي برولي كبير جدًا بحيث لا يتناسب مع المجرات القزمة المرصودة. 
على الطرف الآخر من الطيف، يتم تقييد الحد الأعلى لكتلة المادة المظلمة تجريبياً. باستخدام تقنية العدسة الثقالية الدقيقة بواسطة تلسكوب كيبلر، تم إجراء محاولات للكشف عن MACHOs (أجسام الهالة المدمجة الضخمة). أشارت النتائج السلبية لهذه التجارب إلى استبعاد أي مرشح للمادة المظلمة تزيد كتلته عن كتلة الشمس تقريبًا. 
ونتيجة لهذا النطاق الواسع للغاية للمعلمات، ظهرت مجموعة متنوعة من الأنواع المقترحة للمادة المظلمة، إلى جانب مجموعة كبيرة من التجارب والطرق المقترحة لاكتشافها. ينقسم طيف الكتل المقترحة للمادة المظلمة إلى ثلاث فئات رئيسية غير محددة بدقة، على النحو التالي:
1. المادة المظلمة البوزونية أو المجالية تتنبأ النظريات بأن المادة المظلمة ذات الكتلة في النطاق من زيبتو-إلكترون فولت (zeV) إلى 1 إلكترون فولت هي مادة بوزونية أو مجالية. المرشح الأساسي في هذا النطاق هو الأكسيونات أو الجسيمات الشبيهة بالأكسيونات.
2. المادة المظلمة الفرميونية أو الشبيهة بالجسيمات في النطاق من حوالي 1 إلكترون فولت إلى كتلة بلانك، من المتوقع أن تكون المادة المظلمة فرميونية أو شبيهة بالجسيمات. تشمل المرشحين البارزين في هذا النطاق WIMPS (الجسيمات الثقيلة ضعيفة التفاعل)، الآثار الحرارية، و النيوترينوات المعقمة.
3. المادة المظلمة المركبة في نطاق الكتلة بين كتلة بلانك والكتل القريبة من كتلة الشمس، يُعتقد أن المادة المظلمة جسيم مركب. المرشح الرئيسي في هذا المجال هو الثقوب السوداء البدائية.

### المادة المظلمة البوزونية / الحقلية
تتنبأ النظريات بأن المادة المظلمة ذات الكتل الصغيرة جدًا (بين 10−21 و1 إلكترون فولت) ستكون على هيئة بوزونات أو حقول، بدلاً من جسيمات تقليدية.

#### الأكسيونات
الأكسيونات هي جسيمات نظرية مقترحة عام 1977 لحل مشكلة التماثل في القوة النووية القوية (مشكلة CP القوية). إذا كانت كتلة الأكسيونات أكبر من 5 ميكرو إلكترون فولت (μeV)، يمكن أن تفسر الأكسيونات كل الظواهر المرتبطة بالمادة المظلمة.

##### تجربة ADMX
تُعتبر ADMX إحدى التجارب الرائدة لاكتشاف الأكسيونات. تُستخدم تقنية التجويف الميكروي الرناني داخل مجال مغناطيسي قوي لتحويل الأكسيونات إلى فوتونات ميكروويف عبر تأثير بريماكوف. يُضبط التجويف بدقة على ترددات الأكسيونات المتوقع وجودها في هالة مجرة درب التبانة.

#### جسيمات WISPs
تشمل الجسيمات الضعيفة التفاعل خفيفة الكتلة (WISPs) الأكسيونات بالإضافة إلى جسيمات أخرى غير معروفة قد تكون مرشحة للمادة المظلمة. هذه الجسيمات تتفاعل بشكل ضعيف جدًا مع النموذج القياسي.

### المادة المظلمة الفرميونية / الجسيمية
تشير النظريات إلى أن المادة المظلمة ذات الكتل بين 1 إلكترون فولت وكتلة بلانك ستكون جسيمات فرميونية.

#### WIMPs
الجسيمات الثقيلة ضعيفة التفاعل (WIMPs) هي جسيمات نظرية تتفاعل أساسًا من خلال الجاذبية وبشكل ضعيف جدًا مع القوى الأخرى. تُعتبر WIMPs جزءًا من "البقايا الحرارية" التي تشكلت في الكون المبكر.

##### تقنيات الكشف
- كاشفات البلورات المبردة: تستخدم بلورات الجرمانيوم أو السيليكون المبردة للكشف عن التفاعلات مع WIMPs.
- كواشف الغازات النبيلة: تعتمد على السوائل مثل الزينون السائل للكشف عن الجسيمات عبر إطلاق الضوء (وميض).

#### النيترينوات العقيمة
النيترينوات العقيمة هي جسيمات نظرية لا تتفاعل إلا من خلال الجاذبية، ما يجعلها مرشحة مثيرة للاهتمام للمادة المظلمة.

### المادة المظلمة المركبة
تشمل هذه الفئة الأجسام ذات الكتل الكبيرة مثل الثقوب السوداء الأولية (PBHs).

#### الثقوب السوداء الأولية
تتشكل الثقوب السوداء الأولية في الكون المبكر نتيجة لتقلبات صغيرة في الكثافة. تتراوح كتلها من حوالي 1011 كغ (الحد الأدنى للبقاء حتى الآن) إلى كتل شمسية متعددة. على الرغم من أنها مرشحة محتملة للمادة المظلمة، إلا أن الأدلة الحالية، مثل العدسات الجاذبية، تشير إلى أنها قد لا تكون المكون الوحيد للمادة المظلمة.

### الخلاصة
يواصل العلماء تحسين تقنياتهم وتطوير تجارب جديدة لتحديد طبيعة المادة المظلمة، من خلال الجمع بين الملاحظات الفلكية والتجارب الأرضية لتضييق نطاق خصائص هذه المادة الغامضة.